# Rhipicephalus
Genre
Synonymes
- Boophilus Curtice, 1891
- Pterygodes Neuman, 1913
- Palpoophilus Minning, 1934
- Uroboophilus Minning, 1934
- Zumptielinus Dias, 1955
- Tendeirodes Dias, 1958
- Pomerantzevia Dias, 1959
- Morelenia Dias, 1963

Rhipicephalus est un genre de tiques de la famille des Ixodidae. Une de ses espèces, Rhipicephalus appendiculatus, est un important vecteur de Theileria parva, l'agent de la theilériose bovine (ou fièvre de la côte orientale).

## Liste des espèces
Selon Guglielmone & al., 2010 :
- Rhipicephalus annulatus (Say, 1821)
- Rhipicephalus appendiculatus Neumann, 1901
- Rhipicephalus aquatilis Walker, Keirans & Pegram, 1993
- Rhipicephalus armatus Pocock, 1900
- Rhipicephalus arnoldi Theiler & Zumpt, 1949
- Rhipicephalus aurantiacus Neumann, 1907
- Rhipicephalus bequaerti Zumpt, 1949
- Rhipicephalus bergeoni Morel & Balis, 1976
- Rhipicephalus boueti Morel, 1957
- Rhipicephalus bursa Canestrini & Fanzago, 1878
- Rhipicephalus camicasi Morel, Mouchet & Rodhain, 1976
- Rhipicephalus capensis Koch, 1844
- Rhipicephalus carnivoralis Walker, 1966
- Rhipicephalus cliffordi Morel, 1965
- Rhipicephalus complanatus Neumann, 1911
- Rhipicephalus compositus Neumann, 1897
- Rhipicephalus cuspidatus Neumann, 1906
- Rhipicephalus decoloratus Koch, 1844
- Rhipicephalus deltoideus Neumann, 1910
- Rhipicephalus distinctus Bedford, 1932
- Rhipicephalus duttoni Neumann, 1907
- Rhipicephalus dux Dönitz, 1910
- Rhipicephalus evertsi Neumann, 1897
- Rhipicephalus exophthalmos Keirans & Walker, 1993
- Rhipicephalus follis Dönitz, 1910
- Rhipicephalus fulvus Neumann, 1913
- Rhipicephalus geigyi Aeschlimann & Morel, 1965
- Rhipicephalus gertrudae Feldman-Muhsam, 1960
- Rhipicephalus glabroscutatum Du Toit, 1941
- Rhipicephalus guilhoni Morel & Vassiliades, 1963
- Rhipicephalus haemaphysaloides Supino, 1897
- Rhipicephalus humeralis Tonelli-Rondelli, 1926
- Rhipicephalus hurti Wilson, 1954
- Rhipicephalus interventus Walker, Pegram & Keirans, 1995
- Rhipicephalus jeanneli Neumann, 1913
- Rhipicephalus kochi Dönitz, 1905
- Rhipicephalus kohlsi (Hoogstraal & Kaiser, 1960)
- Rhipicephalus leporis Pomerantzev, 1946
- Rhipicephalus longiceps Warburton, 1912
- Rhipicephalus longicoxatus Neumann, 1905
- Rhipicephalus longus Neumann, 1907
- Rhipicephalus lounsburyi Walker, 1990
- Rhipicephalus lunulatus Neumann, 1907
- Rhipicephalus maculatus Neumann, 1901
- Rhipicephalus masseyi Nuttall & Warburton, 1908
- Rhipicephalus microplus (Canestrini, 1888)
- Rhipicephalus moucheti Morel, 1965
- Rhipicephalus muehlensi Zumpt, 1943
- Rhipicephalus muhsamae Morel & Vassiliades, 1965
- Rhipicephalus neumanni Walker, 1990
- Rhipicephalus nitens Neumann, 1904
- Rhipicephalus oculatus Neumann, 1901
- Rhipicephalus oreotragi Walker & Horak, 2000
- Rhipicephalus pilans Schulze, 1935
- Rhipicephalus planus Neumann, 1907
- Rhipicephalus praetextatus Gerstäcker, 1873
- Rhipicephalus pravus Dönitz, 1910
- Rhipicephalus pseudolongus Santos Dias, 1953
- Rhipicephalus pulchellus (Gerstäcker, 1873)
- Rhipicephalus pumilio Schulze, 1935
- Rhipicephalus punctatus Warburton, 1912
- Rhipicephalus pusillus Gil Collado, 1936
- Rhipicephalus ramachandrai Dhanda, 1966
- Rhipicephalus rossicus Yakimov & Kol-Yakimova, 1911
- Rhipicephalus sanguineus (Latreille, 1806)
- Rhipicephalus scalpturatus Santos Dias, 1959
- Rhipicephalus schulzei Olenev, 1929
- Rhipicephalus sculptus Warburton, 1912
- Rhipicephalus senegalensis Koch, 1844
- Rhipicephalus serranoi Santos Dias, 1950
- Rhipicephalus simpsoni Nuttall, 1910
- Rhipicephalus simus Koch, 1844
- Rhipicephalus sulcatus Neumann, 1908
- Rhipicephalus supertritus Neumann, 1907
- Rhipicephalus tetracornus Kitaoka & Suzuki, 1983
- Rhipicephalus theileri Bedford & Hewitt, 1925
- Rhipicephalus tricuspis Dönitz, 1906
- Rhipicephalus turanicus Pomerantzev, 1940
- Rhipicephalus warburtoni Walker & Horak, 2000
- Rhipicephalus zambeziensis Walker, Norval & Corwin, 1981
- Rhipicephalus ziemanni Neumann, 1904
- Rhipicephalus zumpti Santos Dias, 1950

## Publication originale
- C. L. Koch, 1844 : Systematische Übersicht über die Ordnung der Zecken. Archiv Für Naturgeschichte, Berlin, vol. 10, p. 217–239 (texte intégral).